# Norrvrå
Norrvrå är en småort belägen sydost om Södertälje i Hölö socken i Södertälje kommun. Närmaste tätort är Hölö tre kilometer bort mot norr. 

## Läge
Orten ligger mellan Lillsjön och Nyköpingsbanan som passerar samhällets västra sida. Mot söder begränsas samhället av Edeby allé som leder fram till Edeby säteri.

## Historia
Norrvrå är omramad av fyra större gårdar, Norrvrå gård, Vrå herrgård, Lida gård och Edeby säteri. I området finns även forntida gravfält. Orten hade tidigare egen matbutik, skola och järnvägsstation (hållplats). Mitt i samhället finns resterna av ett marmorbrott som tillhörde Edeby säteri och bedrev sin verksamhet mellan 1922 och 1970-talet under namnet Edeby marmorbrott AB. Brottet är numera vattenfyll och tjänar orten som friluftsbad.

## Bilder

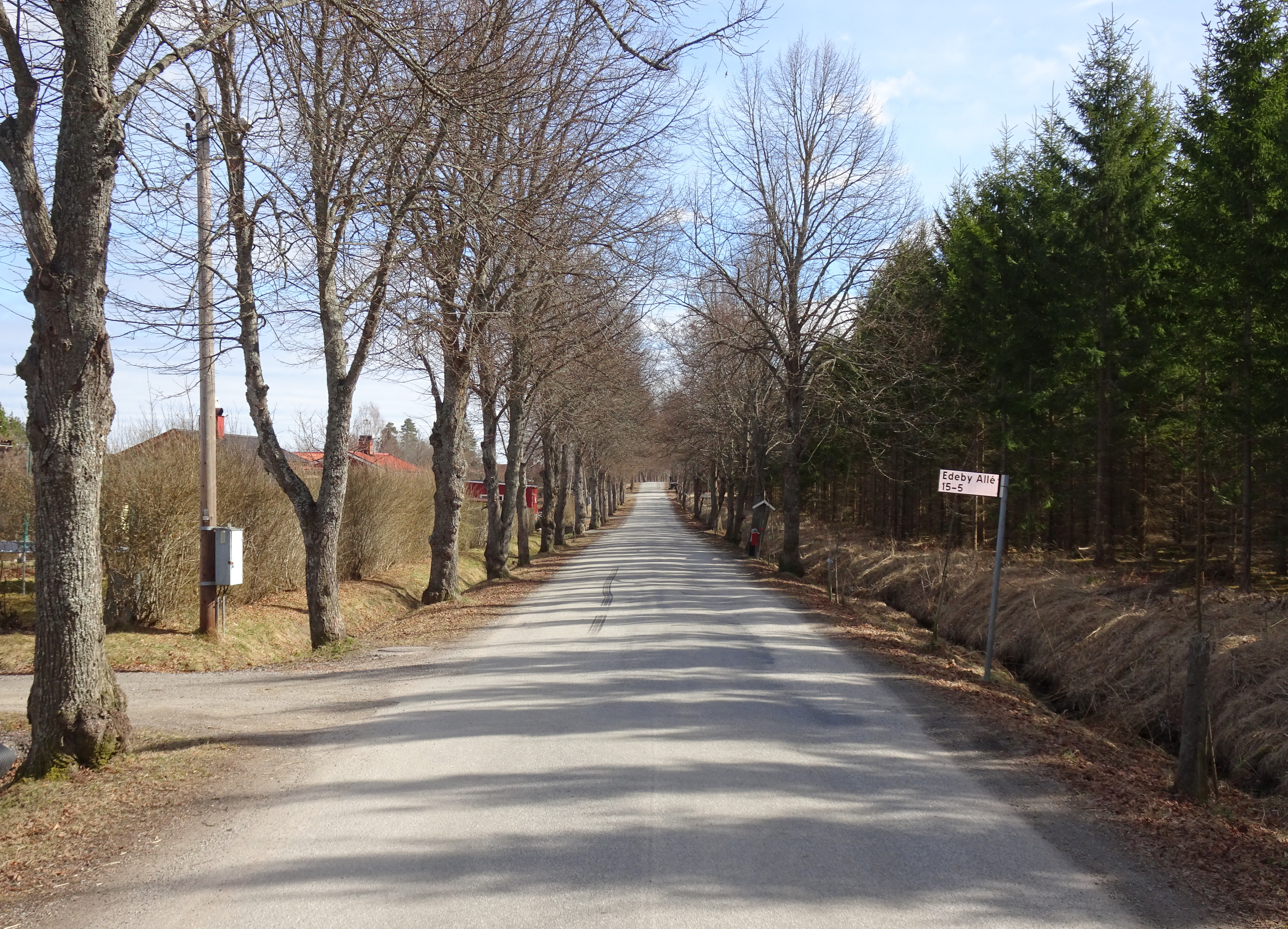
Edeby allé
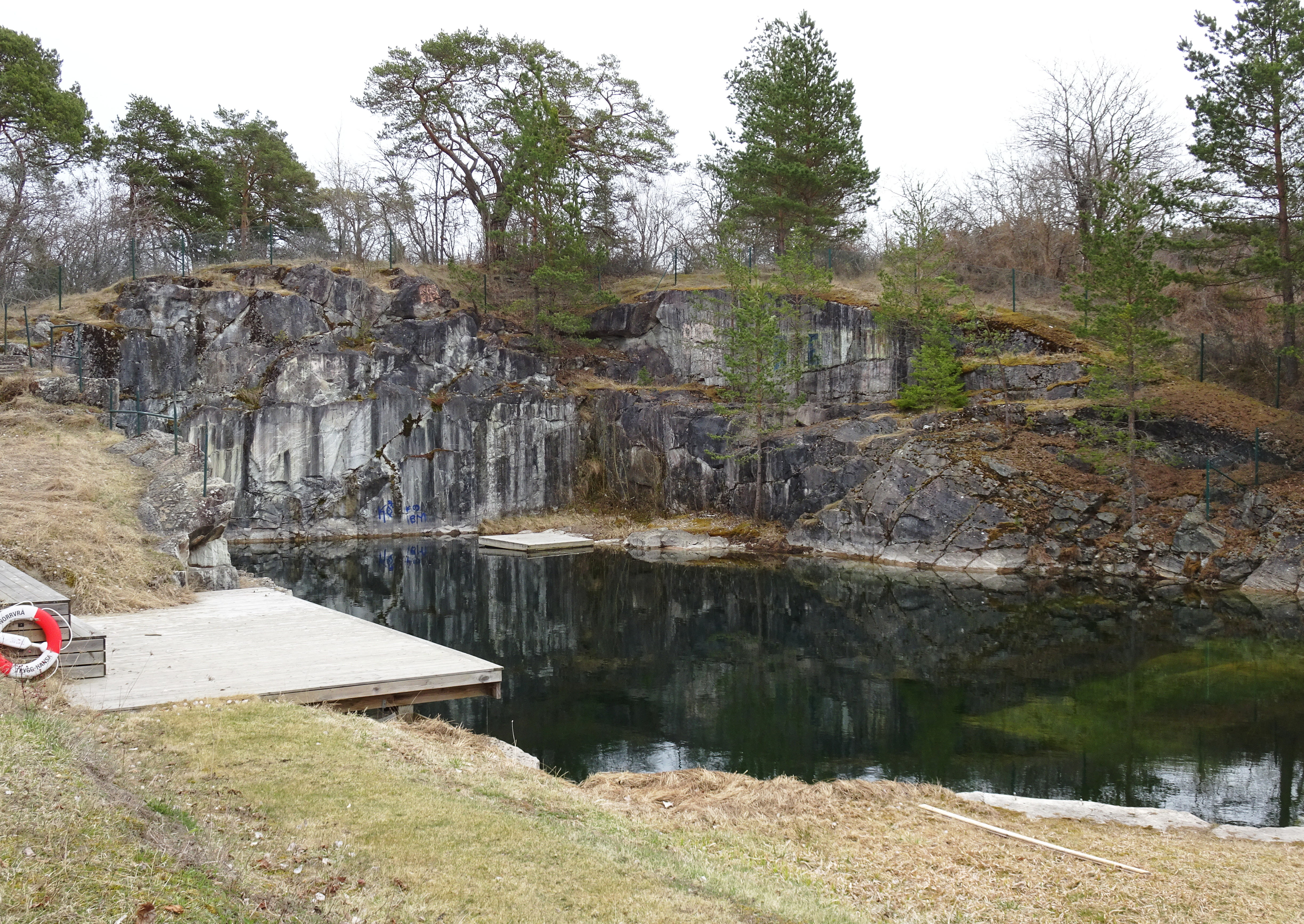
Marmorbrottet, nu badplats
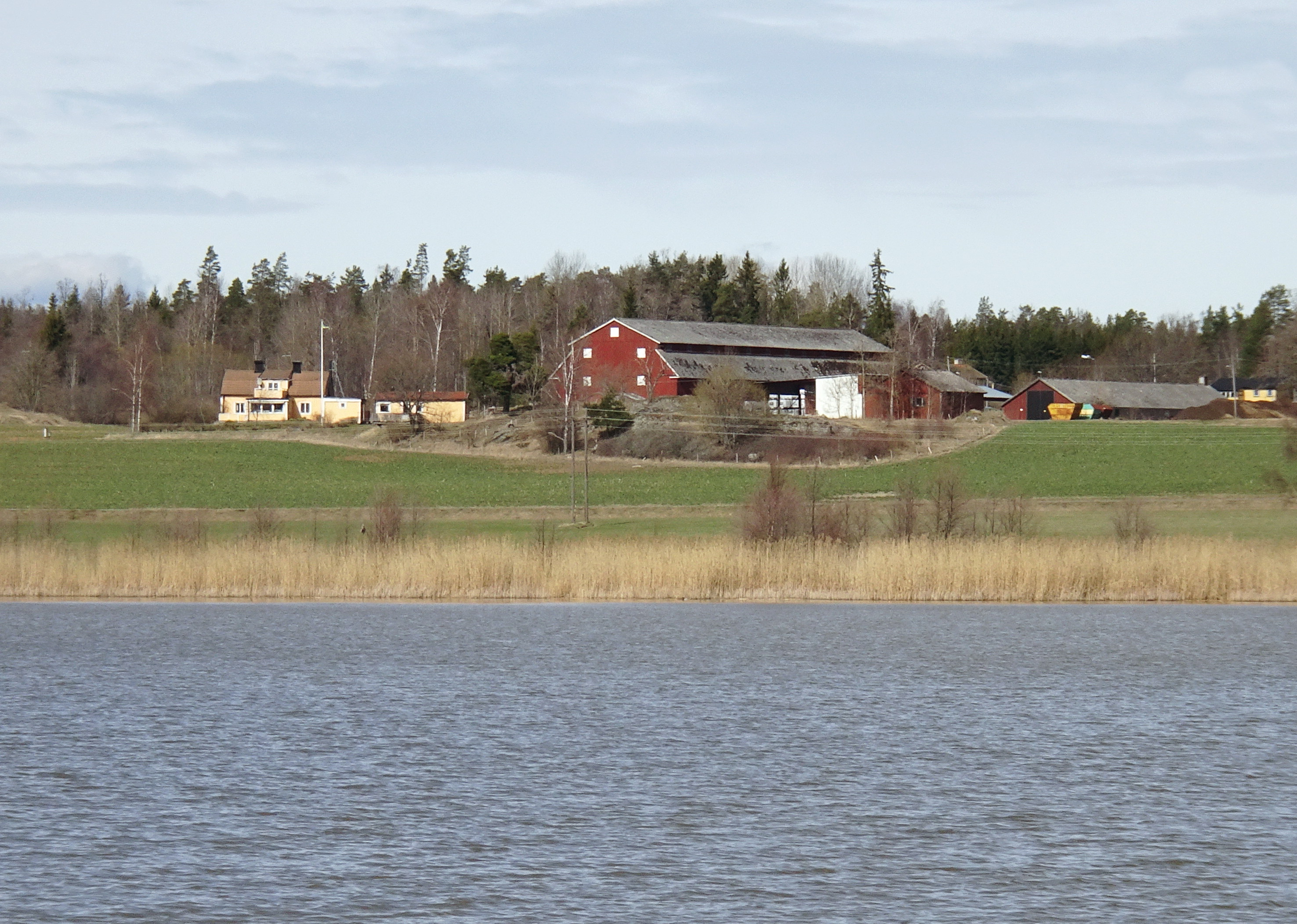
Lida gård
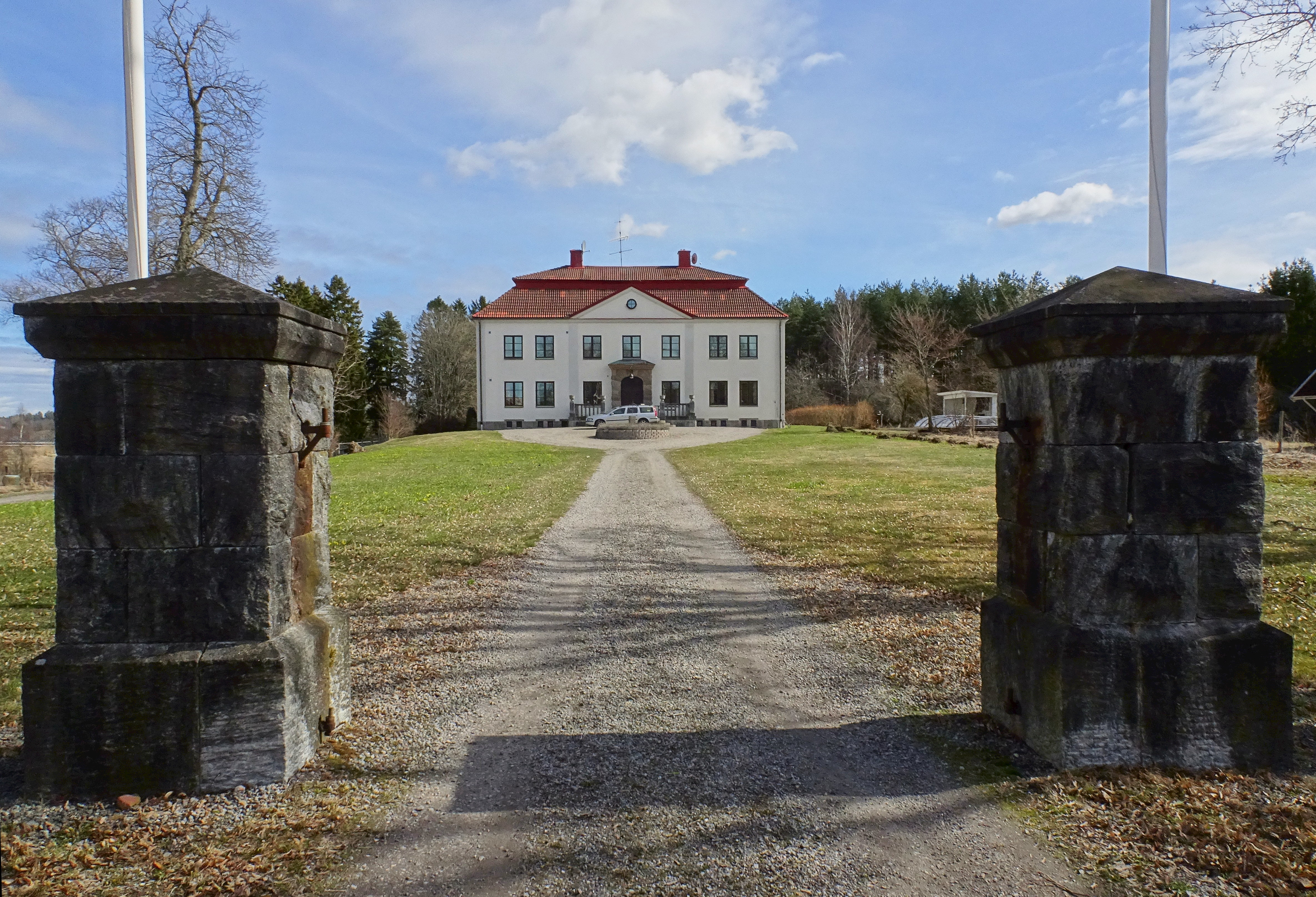
Edeby säteri